# Niederhabbach
Die Ortschaft Niederhabbach ist ein Ortsteil der Gemeinde Lindlar im Oberbergischen Kreis, Regierungsbezirk Köln in Nordrhein-Westfalen.

## Lage und Beschreibung
Niederhabbach liegt nordöstlich von Lindlar, nördlich von Frielingsdorf an der Landesstraße 302, die von Frielingsdorf nach Wipperfürth verläuft. Nachbarortschaften sind Oberhabbach und Unterlichtinghagen.

## Sehenswürdigkeiten
In Niederhabbach gibt es verschiedene alte Wegekreuze, u. a. an schönen Wanderwegen geliegen.

## Wirtschaft
In Oberhabbach existiert ein Sägewerk. Des Weiteren gibt es in Niederhabbach ein Fotoatelier.

## Busverbindungen
In Niederhabbach verkehrt die Buslinie 333 (OVAG) sowohl nach Wipperfürth als auch nach Frielingsdorf und Engelskirchen.